# Appendicula magnibracteata
Appendicula magnibracteata är en orkidéart som beskrevs av Oakes Ames och Charles Schweinfurth. Appendicula magnibracteata ingår i släktet Appendicula och familjen orkidéer. Inga underarter finns listade i Catalogue of Life.